# 영남 (중국)

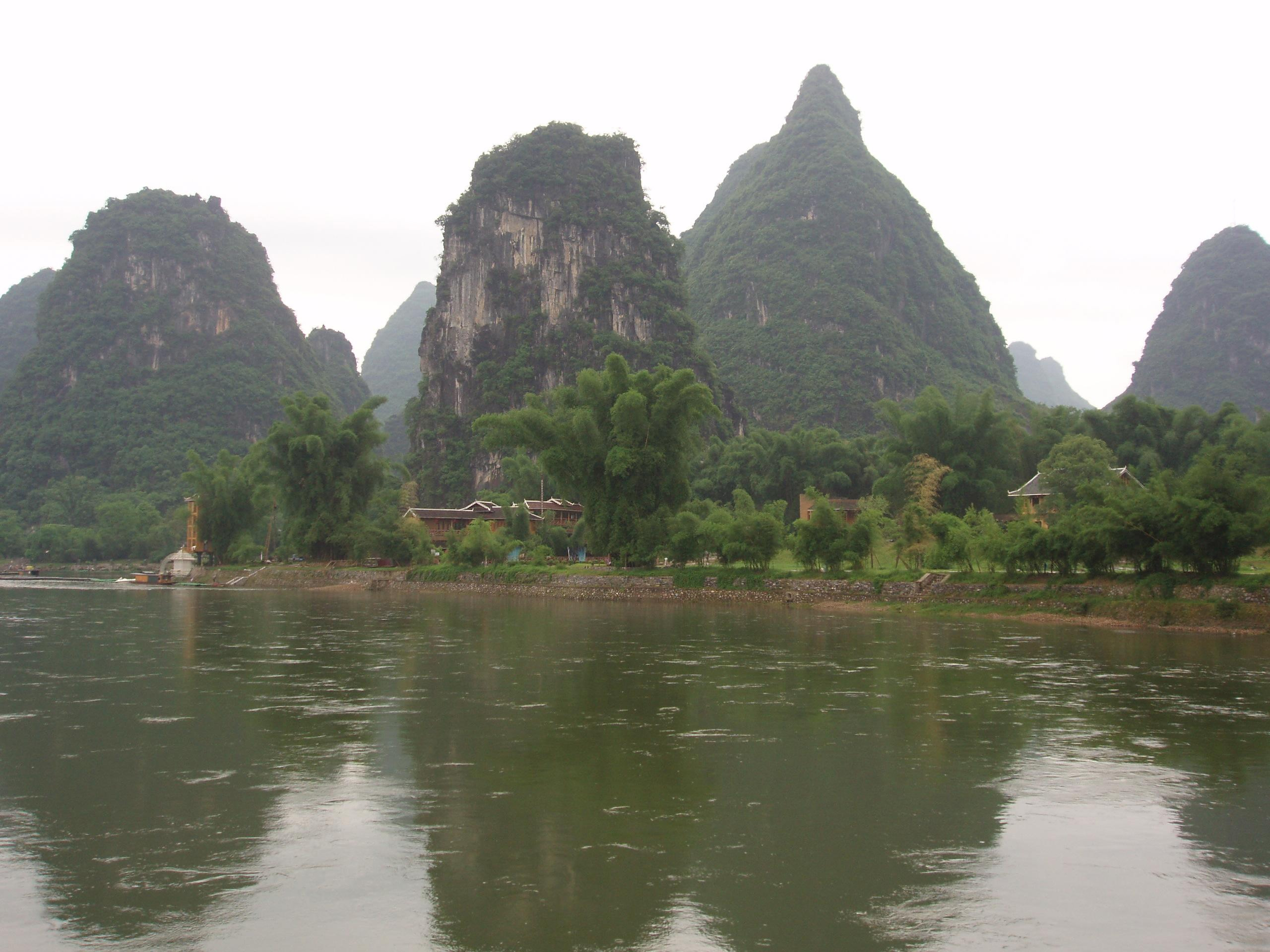

영남(중국어 간체자: 岭南, 정체자: 嶺南, 병음: Lǐngnán 링난[*])은 중국 남부의 오령(五嶺, 난링산맥) 남쪽 지방을 가리킨다. 현재의 광둥성, 광시 좡족 자치구, 하이난성의 전역, 후난성, 강서 성의 일부에 해당하며 부분적으로 화남(華南)과 겹친다.
영남은 「오령(五嶺) 남쪽」이라는 의미이다. 오령 즉 월성령(越城嶺), 도방령(都龐嶺, 揭陽嶺이라고도), 맹저령(萌渚嶺), 기전령(騎田嶺), 대유령(大庾嶺)의 다섯 산맥을 묶어 부르는 난링산맥은 광시 좡족 자치구 동부에서 광둥 성 동부, 북쪽으로 하이난 성이나 장시 성 남부에 이르는 넓이로, 각 성의 경계선을 이루고 있다. 중국 장강(長江) 이남에서도 가장 큰 동서로 뻗은 구조대 산맥으로 장강이나 주강 두 강물의 분수령이기도 하다.
고대에는 백월(百越)의 땅이라 불렸는데, 중원과는 말도 통하지 않고 풍습도 다른 남방 여러 민족들이 살고 있었으며, 오(呉)나 월(越)을 통해 중원과 간간이 교섭하기도 했다. 중국 황제의 지배 아래 놓이게 된 것은 진(秦) 말기에서 한(漢) 초기의 일로 이곳에 남월국(南越國)이 세워졌다. 진서(晋書)・지리지(地理志) 하편에는 진대에 세워진 남해군(南海郡)・계림군(桂林郡)・상군(象郡)을 「영남 3군」(嶺南三郡)이라 불렀고, 북쪽으로 오령, 남쪽으로는 중국 남해, 서쪽으로는 운귀(雲貴), 동쪽으로는 복건 성에 접하는 범위가 영남으로 불렸음을 알 수 있다. 그 범위 속에 상군에 속한 지금의 베트남 북부도 포함되지만, 당(唐) 후기에 안남도호부(安南都護府)가 와해되어 중국은 베트남에 대한 지배력을 잃었고, 송(宋) 이후로 베트남은 영남에 포함되지 않게 된다.
오령은 몹시 험하여 오랜 세월 천연의 요새로서 교통의 장애물이었다. 그 결과 영남은 중원과는 다른 경제・문화권을 갖게 되었고 북방인은 영남을 「만이(蠻夷)의 땅」이라 불렀는데, 당에서 영남 출신으로 유일하게 재상의 지위에까지 오른 장구령(張九齡)이 대유령 산중에 매관고도(梅關古道)라는 길을 열어, 이후 차츰 남북의 왕래가 늘어나게 되었다.

## 같이 보기
- 통킹